# Liiva (Saaremaa)
Koordinaten: 58° 32′ N, 23° 1′ O
Liiva ist ein Dorf (estnisch küla) auf der größten estnischen Insel Saaremaa. Es gehört zur Landgemeinde Saaremaa (bis 2017: Landgemeinde Orissaare) im Kreis Saare. Liiva ist nicht zu verwechseln mit Kaali-Liiva, Kihelkonna-Liiva, Laugu-Liiva und Liivaranna, die ebenfalls auf der Insel Saaremaa liegen und bis 2017 Liiva hießen.
Das Dorf hat 24 Einwohner (Stand 31. Dezember 2011).